# Clarence Griffin
Clarence James "Peck" Griffin (San Francisco, 19 de janeiro de 1888 - 28 de março de 1973) foi um tenista amador estadunidense. Tricampeão em duplas do US open. 